# خانه کوچک (فیلم ۱۹۷۷)
خانهٔ کوچک فیلمی ترکیه‌ای محصول سال ۱۹۷۷ میلادی است. از بازیگران این فیلم می‌توان به ارول تاش و رضا بیک ایمانوردی اشاره کرد.